# Paulo Pinheiro (político)
Paulo Pinheiro (Rio de Janeiro, 22 de janeiro de 1949) é médico pediatra e político brasileiro, atualmente vereador da cidade do Rio de Janeiro pelo Partido Socialismo e Liberdade. Ex-deputado estadual do Rio de Janeiro.

## Biografia
Em 1996, foi eleito vereador no Rio de Janeiro pelo Partido Popular Socialista (PPS). Em 1998 foi eleito deputado estadual. Em 1999 transferiu-se para o Partido dos Trabalhadores (PT), partido pelo qual foi reeleito em 2002.
Em 2006 foi candidato a deputado federal pelo PPS, não se elegendo. Em 2008, foi eleito vereador no Rio de Janeiro. Em 2011 filiou-se ao PSOL, partido pelo qual foi reeleito em 2012.
Em 2016, obtendo 13.141 votos, apesar de uma queda de mais de 15 mil votos, reelegeu-se novamente para a legislatura 2017–2020.
No ano de 2020 foi reeleito para mais um mandato na Câmara de Vereadores do Rio de Janeiro com 14.760 votos, tendo um aumento de 1.619 em relação a eleição anterior. No início da legislatura, foi eleito pela primeira vez durante sua atuação no Palácio Pedro Ernesto para a presidência da Comissão de Higiene, Saúde Pública e Bem-Estar Social.